# 이리삼성초등학교
이리삼성초등학교는 대한민국 전북특별자치도 익산시 임상동에 있는 공립 초등학교이다.

## 학교 연혁
- 1947년 10월 22일 설립인가
- 1948년 4월 22일 삼성공립국민학교 개교
- 1983년 2월 15일 이리시로 편입(이리삼성국민학교)
- 1996년 3월 1일 이리삼성초등학교로 개명
- 2018년 3월 1일 제23대 조민호 교장 부임
- 2020년 2월 7일 제71회 졸업식(졸업생 총 4,200명)
- 2020년 3월 2일 2020학년도 초등학교 8학급 편성
- 2021년 2월 5일 제72회 졸업식(졸업생 총 4,236명)
- 2021년 3월 2일 2021학년도 초등학교 7학급 편성

## 학교 상징
- 우리 학교 꽃 - 개나리 : 쌍떡잎식물 용담목 물푸레나무과의 낙엽 관목인 개나리는 중국이 원산지이다. 한국, 중국 등지에 널리 분포되어 있으며 서식장소는 산기슭 양지 등이다. 크기는 높이 약 3m 정도이다.
- 우리 학교 나무 - 소나무 :  겉씨식물 구과목 소나무과의 상록침엽 교목으로 분포지역은 한국, 중국 북동부, 우수리, 일본 등지이다. 크기는 35m, 지름 1.8m 정도이다.
- 우리 학교 새 - 비둘기 : 조류 비둘기과의 총칭으로 조류 비둘기목으로 분류된다. 비둘기목에는 사막꿩과(Pteroclidae) 비둘기과(Columbidae) 도도(새)과(Raphidae) 등이 있다. 비둘기는 평화를 상징하는 새이다.

## 참고 자료
- 이리삼성초등학교 - 한국교육학술정보원 학교알리미